# Fort VIII w Poznaniu
Fort VIII (Grolman, Kazimierza Grudzielskiego) – jeden z 18 fortów wchodzących w skład Twierdzy Poznań. Znajduje się na Kasztelanowie, na obszarze osiedla samorządowego Grunwald Południe, przy ulicy Rumuńskiej.

## Historia
Zbudowany został w latach 1876–1882, w pierwszym etapie budowy twierdzy fortowej. Fort otrzymał nazwę Grolman na cześć Karla von Grolmana (do 1902 nazwę tę nosił Bastion III Grolman). W 1931 zmieniono patronów na polskich, Fort VIII otrzymał imię generała Kazimierza Grudzielskiego.
W czasie wojny (sierpień 1940–1945) w forcie znajdował się obóz jeniecki dla żołnierzy francuskich, angielskich, od 1942 także radzieckich, włoskich (1944) i polskich (Stalag XXI D). W styczniu 1945 obóz został ewakuowany. Po wojnie fort wykorzystywany był jako magazyn.
W latach 90. XX wieku teren został sprzedany prywatnemu właścicielowi. W forcie mieściła się dyskoteka, od 1994 mają miejsce spotkania klubu motocyklowego, a od 2003 mieści się tam także Poznańska Scena Muzyczna.
Teren fortu wchodzi w skład obszaru Natura 2000 (obszar specjalnej ochrony SOO „Fortyfikacje w Poznaniu”, symbol PLH300005).

## Lokalizacja i konstrukcja

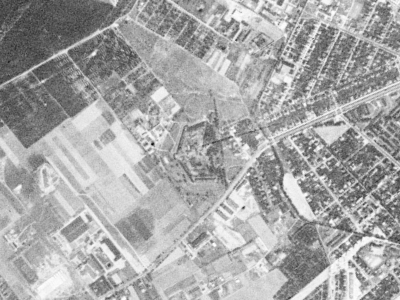
Zdjęcie lotnicze fortu (1965).

Dojazd do fortu drogą forteczną (ul. Rumuńska) i drogą rokadową (ul. Bułgarska). Fort znajduje się bezpośrednio przy trybunie Stadionu Miejskiego oraz zabudowaniach domków jednorodzinnych. Na terenie fortu zachował się jedyny w Poznaniu domek wałmistrza.
Kąt między odcinkami czoła – 130°. Fort, jako jedyny, nie posiadał galerii przeciwskarpowych.

### Przebudowy
W latach 1888–1889 wzmocniono mury i sklepienia, a na skrzydłach dobudowano sześciostanowiskowe baterie. Około 1905 roku zamontowano artyleryjskie stanowisko obserwacyjne W.T.Neu. W latach 1913–1914 przemurowano niektóre wejścia, a w kaponierach zwężono otwory strzelnicze oraz zamontowano w nich osłony pancerne. Na przeciwskarpie oraz bateriach dołączonych zostały wybudowane cztery betonowe schrony.
Obiekt ten jako jeden z dwóch fortów głównych w Poznaniu nie posiada zadaszonych fos. Są one jednak zalane wodą, ponieważ podczas budowy pobliskich osiedli został uszkodzony kanał odwadniający.